# Cenacolo

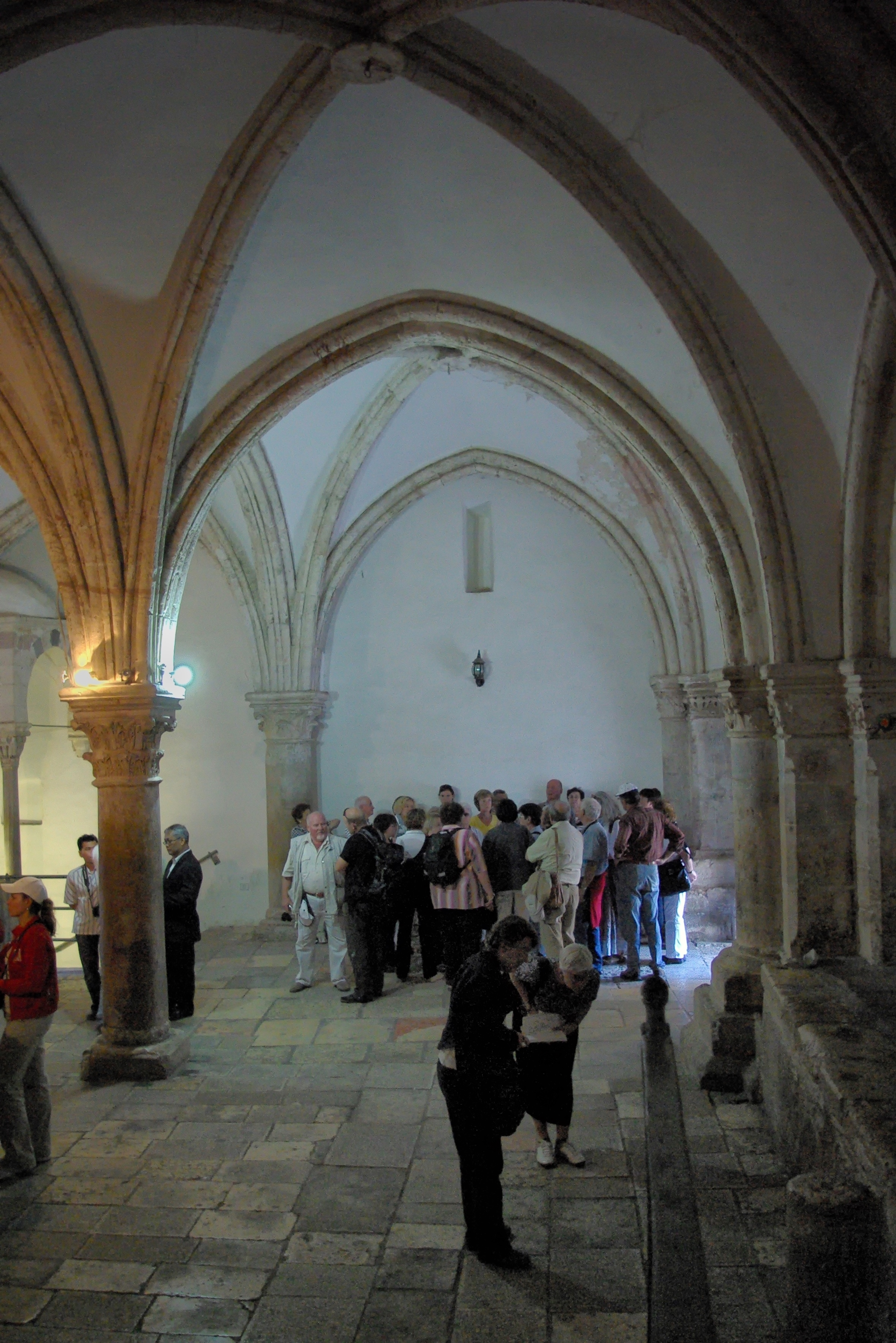
L'edificio di Gerusalemme che, tradizionalmente, è ritenuto il luogo del Cenacolo

Cenacolo (in latino cēnācŭlum) indicava di per sé il luogo dove si cenava, ma più generalmente designava il piano superiore della casa dove si accedeva tramite le scale a chiocciola. Secondo l'uso degli antichi Romani era una stanza sempre piuttosto grande e serviva per la cena che era il pasto principale della giornata, al quale prendevano parte tutti i famigliari e gli ospiti eventualmente presenti.
Nel contesto della narrazione evangelica si intende il piano superiore della casa perché traduce la corrispondente parola greca  ἀνάγαιον, anágaíon (cfr Vangelo secondo Marco 14,15; Vangelo secondo Luca 22,12) che indica, appunto, la parte superiore ed ospitale della casa.
Con tale termine si indica generalmente il luogo di Gerusalemme dove Gesù consumò con gli Apostoli l'Ultima Cena della sua vita terrena, prima di morire in Croce. 
In seguito vi si riunirono gli Apostoli dopo la Risurrezione di Gesù (cfr Vangelo secondo Giovanni 20,19-29) e nella Pentecoste (cfr. Atti degli Apostoli 2,1-4).
Documenti attestano che proprio nella seconda metà del IV secolo la chiesa sia stata rifatta o restaurata dal vescovo di Gerusalemme, Giovanni II (386-417). Da allora fu chiamata la "Santa Sion". Vi si veneravano alcune preziose reliquie della Passione, e vi si celebrava la memoria San Giacomo e del re Davide, la cui tomba era venerata sotto il Cenacolo.
Da questo significato si è passati a una denominazione topografica, chiamando "Monte Sion" la parte Sud del colle occidentale, su cui sorge il Cenacolo.
Si trattava di un edificio con ampie sale, articolato su due piani:
- la zona a pian terreno era usata per le preghiere e per le riunioni comunitarie

Cenacolo di Cesare Giuliani chiesa di San Lorenzo Martire Vasto

- Cenacolo di Cesare Giuliani chiesa di San Lorenzo Martire Vastola zona al piano superiore era adibita per consumare i pasti

## Riferimenti al Nuovo Testamento
Tre sono i riferimenti più importanti legati al Cenacolo:
- L'istituzione dell'Eucaristia (cfr. Vangelo secondo Marco 14,21-25[5])
- Le apparizioni del Risorto (cfr. Vangelo secondo Giovanni 20,19-23[6])
- La Pentecoste (cfr.Atti degli Apostoli 2,1-12[7])

## Storia del luogo
Le milizie dei Persiani di Cosroe distrussero la chiesa nel 614. Questa venne restaurata pochi anni dopo dal monaco Modesto, poi Patriarca di Gerusalemme. In seguito fu nuovamente devastata, dai musulmani. Al loro arrivo i crociati trovarono le rovine del luogo santo: si era salvata solo la cappella del Cenacolo. Essi edificarono una grande basilica che comprendeva oltre la "Sala superiore" (la cappella del Cenacolo) anche il luogo della Dormizione della Madonna.
Caduto il regno crociato, il cenacolo fu conservato dai cristiani che continuarono a celebrarvi la Messa, mentre la basilica andò poco per volta in rovina.
L'arrivo dei Francescani in Terra Santa nel 1333, a seguito dell'acquisto del Cenacolo che i re di Napoli Roberto d'Angiò e Sancia contrassero col Sultano d'Egitto, vide, come prima opera, il restauro del Cenacolo e la costruzione, qualche anno dopo, del contiguo, piccolo convento che si conserva ancora oggi. Fu allora che il superiore dei Francescani in Terra Santa assunse il titolo di "Guardiano del Monte Sion".
Un secolo dopo, i musulmani e alcune famiglie ebraiche, si appropriarono delle sale sottostanti il Cenacolo, rivendicando per loro la "Tomba del profeta Davide".
In seguito, un decreto del governo di Costantinopoli, privò i Francescani anche della "Sala superiore" nel 1524. Successivamente i religiosi abbandonarono anche il convento nel 1551. Il Cenacolo fu convertito in moschea; in seguito, nella parete sud della sala, fu costruito un miḥrāb ossia la nicchia che indica la direzione della Mecca, e fu posta una cancellata, dall'esterno della quale, i pellegrini cristiani potevano vedere il luogo a loro sacro.
Dopo la costituzione ufficiale della moschea fu rigorosamente vietato ai cristiani di accedere al luogo.
Nel 1922, sconfitto l'Impero ottomano nella Grande Guerra, il re d'Italia Vittorio Emanuele III di Savoia rivendicò per sé il Cenacolo, vantando uno ius patronatus che proveniva dall'eredità dell'acquisto del Cenacolo da parte di Roberto d'Angiò «per sè e per i propri successori» del 1333. I britannici però, che gestivano il Mandato della Palestina, lasciarono cadere il tutto non volendo irritare ulteriormente gli animi della popolazione musulmana di Gerusalemme.
La severità della proibizione si mantenne fino al secolo scorso. Successivamente venne in parte mitigata quando fu permesso ai cristiani la visita del luogo santo. Restò però ancora in vigore la proibizione di celebrarvi la Messa. Dopo le vicende belliche, gli Israeliani presero possesso del luogo e abbatterono la cancellata permettendo le visite dei devoti al Cenacolo. Sul luogo vi si applica ora lo Statu Quo che impedisce lo svolgersi di qualsiasi funzione liturgica.

## Il Cenacolo oggi
Attualmente nel luogo del Cenacolo esiste un edificio a due piani:
- in basso a est, una sala chiamata "tomba di David"
- in alto a ovest una grande sala chiamata il "Cenacolo"

All'interno del cenacolo è esposto un candelabro a tre bracci che rappresentano le tre religioni monoteistiche, realizzato e donato con il restauro del cenacolo stesso dal fondatore e presidente dell'Ospedale San Raffaele di Milano, Don Luigi Maria Verzé nel 1996.
Un angolo di questo fabbricato è di origine romana.

## Altre tradizioni
Un'altra tradizione, invece, colloca il luogo del cenacolo presso la casa della madre di San Marco, dove attualmente si trova la chiesa di San Marco, appartenente alla Chiesa ortodossa siriaca.

## Nell'arte
L'ambientazione dell'Ultima cena nel cenacolo ha ispirato numerosi artisti, in varie epoche.